# La Renaissance
La Renaissance är Centralafrikanska republikens nationalsång. Den antogs i samband med självständigheten 1960. Texten är skriven av den dåvarande premiärministern Barthélémy Boganda medan musiken komponerades av Herbert Pepper som även komponerat Senegals nationalsång.
Det finns även en version på språket sango med namnet E Zingo.